# دهستان کمال‌آباد
دهستان کمال‌آباد دهستانی در بخش مرکزی شهرستان کرج، استان البرز در ایران است. براساس سرشماری مرکز آمار ایران در سال ۱۳۹۵، جمعیت آن ۴۸۹۲ نفر (۱۶۳۶ خانوار) بوده‌است.